# Vírio Nepociano (cônsul em 336)
Vírio Nepociano (em latim: Virius Nepotianus) foi um oficial romano do século IV, ativo durante o reinado do imperador Constantino (r. 306–337). Talvez era descendente de Vírio Nepociano, cônsul em 301, e era parente do usurpador Nepociano (r. 350), quiçá seu pai; caso o seja, era marido de Eutrópia. Em 336, os taifalos revoltaram-se contra Constantino na Frígia e ele, Urso e Herpílio os suprimiram. No mesmo ano, foi nomeado cônsul anterior com Técio Facundo.